# Eduardo III de Bar

Escudo de los duques de Bar.

Eduardo de Bar, 3º conde-duque de Bar y marqués de Pont-Mousson (finales de junio de 1377 - Agincourt, 25 de octubre de 1415), fue un noble y militar francés, muerto en acción en la batalla de Agincourt.

## Antecedentes familiares
Hijo de Roberto, conde-duque de Bar, y de María de Francia, hija de Juan II el Bueno, Eduardo sucedió en estos títulos a sus hermanos Enrique y Felipe, muertos en Nicosia en 1396. 
En 1396 su padre lo nombró marqués de Pont-Mousson, recibiendo más tarde (1411) el ducado de Bar.

## Su carrera militar
Nacido en plena guerra de los Cien Años, el rey Carlos VI, llamado "el Loco", le encomendó en 1405 la defensa de Boulonnais que estaba amenazada por los ingleses. 
A fines del año siguiente participó en la expedición de Guyenne bajo la órdenes de Luis de Valois, aunque en 1407 se alió con Juan Sin Miedo y sus borgoñones en contra de los franceses. Curiosamente para los historiadores modernos (ya que esos cambios de bando eran comunes en la Edad Media), Eduardo terminó combatiendo junto al segundo y al hijo del primero (Carlos I de Orleans) bajo los pendones de la flor de lis en la batalla de Agincourt.

## Agincourt
Cuando el rey Enrique V de Inglaterra invadió Francia en 1415, Eduardo de Bar ostentaba ya todos sus títulos nobiliarios (su padre había muerto en 1411).
Contribuyó al esfuerzo francés en Agincourt con hombres y caballos, y se ubicó en la segunda división gala (centro, entre la vanguardia y la retaguardia). Quedó al mando del centro junto al duque Juan de Alençon. Las tropas que mandaba estaban compuestas por entre 3.000 y 6.000 hombres de armas y servidores armados. 
Junto a Bar y Alençon formaron las tropas de los condes de Nevers, Roussy, Grandpré, Vaudemont, Salines y Blamont, con los arqueros, los ballesteros y la artillería (según algunos autores). Las propias fuentes francesas de la época señalan que el centro francés fue aniquilado sin llegar a disparar ni una sola flecha o venablo. 
Bar avanzó hasta un largo de lanza de la vanguardia francesa y allí se vio envuelto en la salvaje melée que siguió. Eduardo murió en la lucha, no se sabe si en combate o si, capturado, fue asesinado con el resto de los prisioneros aquella misma tarde.

## Sucesión
Eduardo de Bar fue sucedido por su hermano pequeño pues, si bien tuvo numerosos hijos naturales, jamás se casó y por lo tanto no tuvo herederos legítimos.

## Sus armas
Eduardo llevó a la batalla de Agincourt su escudo con las siguientes armas: sobre campo de azur sembrado de pequeñas cruces, dos barbos en oro puestos de espaldas.